# 佩德羅·科斯塔
佩德羅·科斯塔（葡萄牙語：Pedro Costa，1958年12月30日—）是葡萄牙電影導演。

## 生平
佩德羅·科斯塔原先在里斯本大學主修歷史學，但後決定轉至里斯本戲劇與電影學校就讀，成為安東尼奧·雷斯與保羅·洛查的學生。在擔任許多電影的副導之後，他於1989年完成他的第一部劇情長片《血》。
他以方泰尼亞三部曲奠定他的藝術地位，第一部《托嬰風暴》入選第54屆威尼斯影展正式競賽片，最終獲得金奧塞拉獎最佳攝影；《在凡妲的小房間裡》於第55屆坎城影展獲得法國文化獎（年度外國電影工作者）；最終部曲《青春向前行》則入選第59屆坎城影展正式競賽片。
2014年，他以《里斯本記憶迷宮》於盧卡諾影展獲得最佳導演獎；2019年，他再以《夢迴里斯本》獲頒最高榮譽金豹獎。

## 風格
科斯塔擅長使用禁慾的鏡頭來表現邊緣人物在絕望的生活環境，他的許多電影場景都設在里斯本弱勢居民聚集的區域，並使用自然與低色度攝影，使其接近紀錄片風格。

## 電影作品

### 劇情長片
- 1989年：《血》（O Sangue）
- 1994年：《瑪麗安娜的漫長等待》（Casa de Lava）
- 1997年：《托嬰風暴》（Ossos）
- 2000年：《在凡妲的小房間裡》（No Quarto da Vanda）
- 2006年：《青春向前行》（Juventude em Marcha）
- 2014年：《里斯本記憶迷宮》（Cavalo Dinheiro）
- 2019年：《夢迴里斯本（葡萄牙语：Vitalina Varela (filme)）》（Vitalina Varela）

### 紀錄片
- 2001年：《何處安放你藏起的笑容？（葡萄牙语：Où Gît Votre Sourire Enfoui?）》（Onde Jaz o Teu Sorriso?）
- 2009年：《不變的妳（葡萄牙语：Ne Change Rien）》（Ne change rien）

## 外部連結
- 佩德羅·科斯塔在互联网电影资料库（IMDb）上的資料（英文）